# تظاهرات ضدجنگ ۲۴ سپتامبر ۲۰۰۵
در ۲۴ سپتامبر۲۰۰۵ تظاهرات زیادی علیه تهاجم سال۲۰۰۳ به عراق و جنگ عراق برگزار شد.

## ایالات متحده

### ایالت واشینگتن

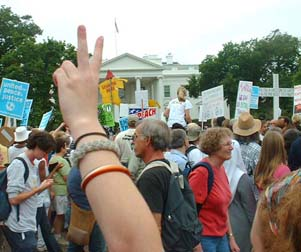
یک معترض ضد جنگ تابلوی صلح را به کاخ سفید نشان می‌دهد

معترضان از سراسر کشور راهپیمایی در پیوست واشینگتن دی سی.سازماندهی شده توسط ائتلاف پاسخ و گروه اتحاد برای صلح و عدالت برای ترویج صلح و پایان دادن به جنگ در عراق. برگزارکنندگان ادعا می‌کنند که حدود ۳۰۰۰۰۰نفر در این تظاهرات شرکت کرده‌اند. پلیس گفت که ۱۵۰٬۰۰۰بود. مسیر تظاهرات نزدیک به کاخ سفید انتخاب شد اگرچه رئیس‌جمهور جورج دبلیو بوش در زمان دور بود.
نماینده سینتیا مک کینی، جورج گالووی، کارلوس آردوندو، سیندی شیهان، جسی جکسون، و رمزی کلارک دادستان کل سابق ایالات متحده در این تجمع شرکت کردند.
مارس ۲۴ سپتامبر همچنین شامل بیش از ۳۰۰عضو خانواده‌های نظامی صحبت می‌کنند، که نماینده حدود ۲۵۰۰خانواده نظامی است.

#### راهپیمایی فیدر بانک جهانی
علاوه بر تظاهرات و راهپیمایی اصلی که توسط جنبش پاسخ و متحد برای صلح و عدالت حمایت می‌شود، بسیج عدالت جهانی از یک راهپیمایی تغذیه کننده در اعتراض به سیاست‌های بانک جهانی و صندوق بین‌المللی پول(IMF) حمایت کرد که همزمان با نشست‌های پاییز برگزار شد. بانک جهانی و صندوق بین‌المللی پول، که در آخر هفته اتفاق افتاد.
راهپیمایی فیدر در دایره دوپونت برگزار شد. علاوه بر تظاهرکنندگان جریان اصلی، یک بلوک بزرگ سیاه نیز جمع شده بودند. این راهپیمایی از دایره دوپونت مجوز راهپیمایی از دولت دی سی نداشت و به همین دلیل جزئیات مسیر واقعی راهپیمایی تا آخرین لحظه فاش نشد. همراه با جمعیتی که در ابتدا تجمع کرده بودند، دومین راهپیمایی تغذیه کننده در اعتراض به مدرسه قاره آمریکا به گروه بانک جهانی در دایره دوپونت پیوست.
راهپیمایی تغذیه‌کننده بسیج عدالت جهانی از دایره دوپون به پایین خیابان کانکتیکات و از کنار میدان فاراگوت گذشت و به پارک مارو و بانک جهانی رسید. پس از راهپیمایی به سمت غرب در امتداد خیابان اچ تا خیابان ۱۹ شمال غربی، با موانع پلیس در سه طرف مواجه شد، و به سمت شرق در امتداد خیابان اچ تا میدان لافایت راهپیمایی کرد و به راهپیمایی اصلی که توسط جنبش پاسخ و گروه اتحاد برای صلح و عدالت حمایت می‌شد، پیوست.

#### راهپیمایی جدایی بلوک سیاه

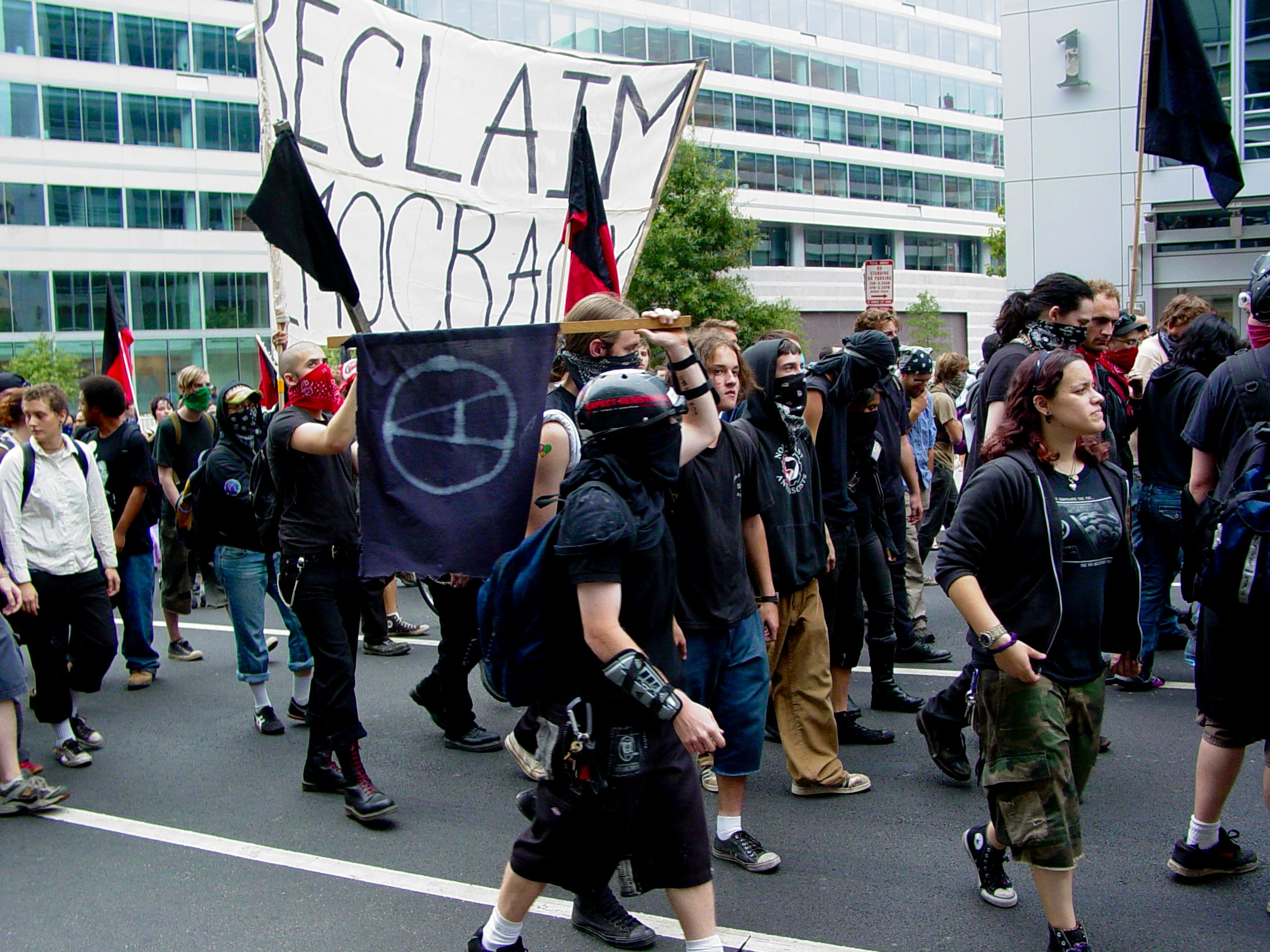
شرکت کنندگان در راهپیمایی جدایی طلب بلوک سیاه در نزدیکی بانک جهانی

پس از راهپیمایی تغذیه‌کننده بسیج عدالت جهانی به سمت بانک جهانی و سپس کاخ سفید، بلوک سیاه راهپیمایی جداگانه و کاملاً چرخشی را در خیابان‌های واشینگتن آغاز کرد و به سمت نزدیک‌ترین مرکز استخدام حرکت کرد. پلیس با رسیدن به مرکز استخدام، شروع به کار معکوس در موتورهای موتورسیکلت خود کرد. تعدادی از تظاهرکنندگان که با این تاکتیک آشنایی نداشتند، تصور کردند که گلوله‌های لاستیکی شلیک می‌شود و بسیاری از بلوک سیاه پراکنده شده و به دنبال پوشش بودند. با کاهش تعداد اعضای اصلی به حدود شصت نفر، بلوک سیاه عقب‌نشینی کرد و بسیاری از جعبه‌های روزنامه و سطل‌های زباله را در تلاش برای کند کردن پلیس پراکنده کردند. این عقب‌نشینی زمانی پایان یافت که پلیس از طریق گروه در خیابان‌های ۱۱ و کی ان وی حمله کرد.

### شهرهای دیگر آمریکا

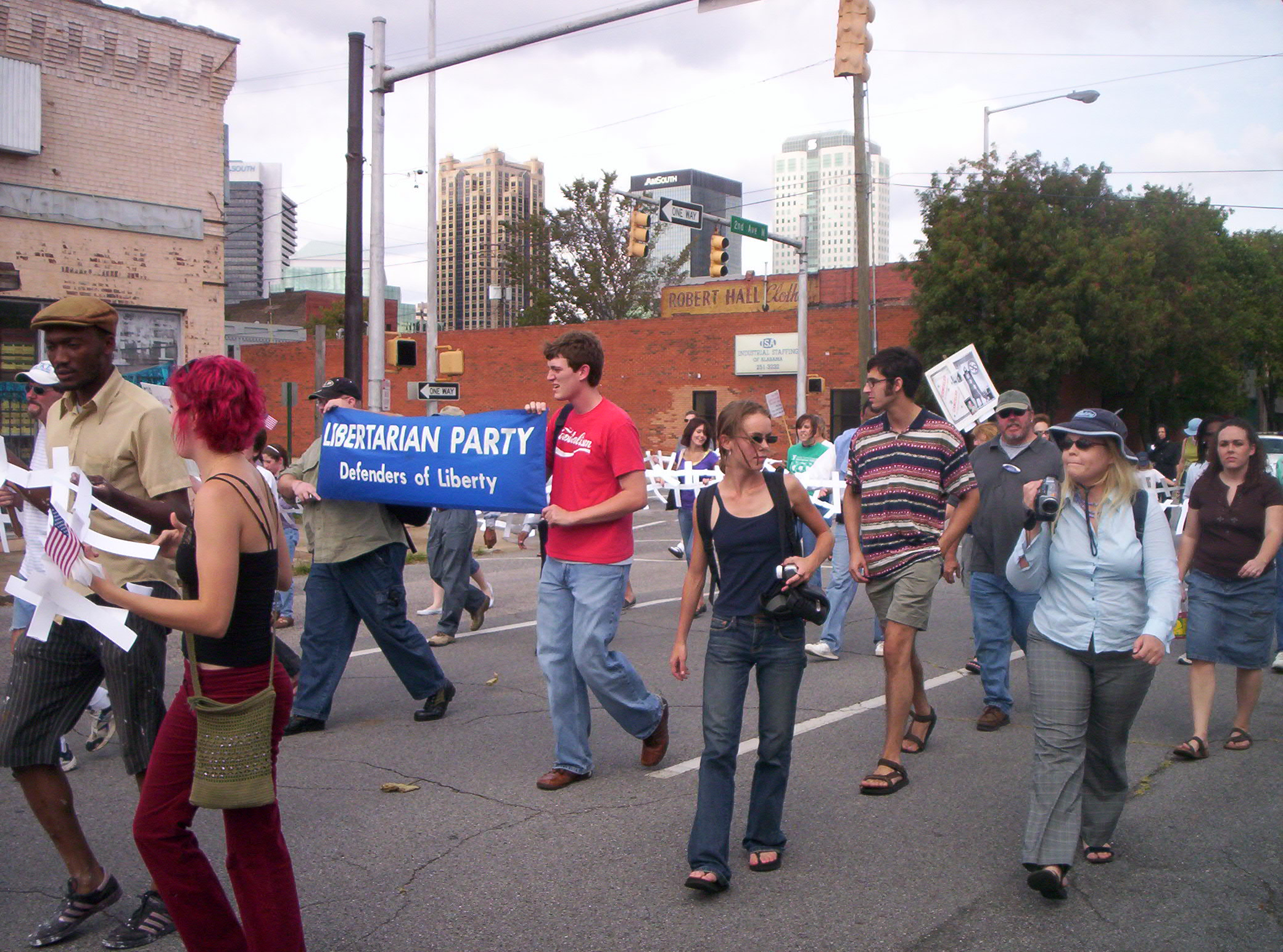
تظاهرکنندگان ضد جنگ، از جمله کاندیدای فرمانداری آلاباما، لورتا نال، در بیرمنگام، آلاباما راهپیمایی کردند.

چندین هزار نفر در یک راهپیمایی در پارک دولورس در سانفرانسیسکو شرکت کردند و تجمعاتی نیز در لس آنجلس، سیاتل، و بیرمنگام، آلاباما برگزار شد.

## انگلستان
هزاران نفر به راهپیمایی از میدان پارلمان تا هاید پارک پیوستند. پلیس تخمین می‌زند که ۱۰۰۰۰ نفر شرکت کردند اما سازمان دهندگان این رقم را ۱۰۰۰۰۰نفر اعلام کردند. این تظاهرات توسط ائتلاف توقف جنگ، کمپین خلع سلاح هسته ای (CND) و انجمن مسلمانان بریتانیا (MAB) سازماندهی شد. این اعتراض همزمان با اعتراض در واشینگتن و درست قبل از آغاز کنفرانس حزب کارگر در آن سال برگزار شد.

## در سراسر جهان
تظاهرات در فلورانس، رم، پاریس و مادرید برگزار شد.

### عکاسی در واشینگتن
- Aerial photo of the massive crowd at the Ellipse توسط کتابخانه کنگره بایگانی‌های اینترنت (بایگانی‌شده ۲۰۰۸-۰۸-۲۲)
- Bread and Puppet Theater, creator of paper mache art use in march توسط Wayback Machine (بایگانی‌شده ۲۰۰۵-۰۹-۲۱)
- Anarchist photos from the march
- Richard Renner's photos of the 2005-09-24 Peace March on Washington
- SeanMCollins.com Anti War Protest Gallery توسط Wayback Machine (بایگانی‌شده ۲۰۰۷-۰۹-۲۷)